# Carabina de Ambrosio
La carabina de don Ambrosio (también,  carabina de Ambrosio) es una expresión que se aplica a un objeto inútil, o que no sirve para lo que está ideado.

## Origen
La expresión figura ya en el Diccionario de Autoridades de 1729, en los complementos de la voz «carabina».[cita requerida]
La propuesta legendaria de que la frase "ser como la carabina de Ambrosio" procede de las aventuras de un atracador andaluz del siglo XIX, que asaltaba en los caminos con una carabina que no estaba cargada con pólvora, sino sólo con semillas de cañamones o algún otro tipo de perdigón inofensivo, no pasa de ser una invención de Luis Montoto. Estudios más documentados apuntan hacia un origen apócrifo. El jesuita padre Isla recuerda el sintagma a propósito de la forma como era citado el famoso diccionario latino del siglo XVI, obra de Ambrosio Calepino, conocido como el calepino y por fray Geundio de Campazas como «el Calepino de Ambrosio», deformación que origina la broma del padre Isla para ridiculizar la ignorancia general y del latín en particular de los predicadores. Volviendo a lo legendario, en la revista Por estos mundos (Madrid, 1900) apareció esta versión sobre el personaje del dicho proverbial:

Ambrosio fue un labriego que existió en Sevilla a principios de siglo (del siglo XIX). Como las cuestiones agrícolas no marchaban bien a su antojo, decidió abandonar los aperos de labranza y dedicarse a salteador de caminos, acompañado solamente por una carabina. Pero como su candidez era proverbial en el contorno, cuantos caminantes detenía lo tomaban a broma, obligándole así a retirarse de nuevo a su lugar, maldiciendo de su carabina, a quien achacaba la culpa de imponer poco respeto a los que él asustaba.

A finales del XIX se puso de moda la palabra "carabina" para referirse a esa señorita de compañía que los padres de la buena sociedad imponían a sus hijas para garantizar la moralidad en su trato con los chicos. Sabemos que esta carabina surge relacionada con la de Ambrosio por su manifiesta inutilidad en el intento de garantizar la moralidad de las jóvenes
Es probable que con la aparición de estas inútiles ‘carabinas de compañía’ se recuperase la expresión la "carabina de Ambrosio" en su relación con la inutilidad.  Con ese sentido y contexto aparece en las Cartas desde mi celda (1864) de Gustavo Adolfo Bécquer, o en Benito Pérez Galdós en su novela Miau (1888), o en Juanita la Larga (1895) de Valera. En América la utiliza Juan Montalvo en su Tercera Catilinaria.

## Cultura popular
En la canción infantil del autor mexicano Francisco Gabilondo Soler, Cri-Cri, "La cacería ( ¿A dónde vas, Conejo Blas?)" (1935), el autor, quien esta pidiendo desesperadamente ayuda al Conejo Blas para matar a un lobo feroz, justifica su incapacidad de hacerlo, al solo contar con la carabina de Ambrosio, tomando un contexto literal: "una carabina que no funciona".[cita requerida]
En México, existió desde 1978 y hasta 1988 un programa de televisión dedicado a las variedades, de nombre La carabina de Ambrosio. Fue protagonizado por varios cómicos de México y gozó de gran popularidad en varios países de América Latina.